# Lijst van voetbalinterlands Litouwen - Polen
Deze lijst van voetbalinterlands is een overzicht van alle officiële voetbalwedstrijden tussen de nationale teams van Litouwen en Polen. De landen speelden tot op heden dertien keer tegen elkaar. De eerste ontmoeting, een vriendschappelijke wedstrijd, werd gespeeld in Warschau op 25 maart 1992. Het laatste duel, een kwalificatiewedstrijd voor het Wereldkampioenschap voetbal 2026, vond plaats op 21 maart 2025 in de Poolse hoofdstad.

## Wedstrijden
| №  | Plaats                  | Datum             | Competitie           | Wedstrijd        | Uitslag |
| -- | ----------------------- | ----------------- | -------------------- | ---------------- | ------- |
| 1  | Warschau                | 25 maart 1992     | Vriendschappelijk    | Polen − Litouwen | 2 − 0   |
| 2  | Brzeszcze               | 31 maart 1993     | Vriendschappelijk    | Polen – Litouwen | 1 – 1   |
| 3  | Ostrowiec Świętokrzyski | 15 maart 1995     | Vriendschappelijk    | Polen – Litouwen | 4 – 1   |
| 4  | Ayia Napa               | 14 februari 1997  | Vriendschappelijk    | Litouwen – Polen | 0 – 0   |
| 5  | Olsztyn                 | 24 september 1997 | Vriendschappelijk    | Polen – Litouwen | 2 – 0   |
| 6  | Ta' Qali                | 14 december 2003  | Vriendschappelijk    | Litouwen – Polen | 1 – 3   |
| 7  | Belchatów               | 2 mei 2006        | Vriendschappelijk    | Polen – Litouwen | 0 – 1   |
| 8  | Faro                    | 7 februari 2009   | Vriendschappelijk    | Litouwen – Polen | 1 – 1   |
| 9  | Kaunas                  | 25 maart 2011     | Vriendschappelijk    | Litouwen – Polen | 2 – 0   |
| 10 | Gdańsk                  | 6 juni 2014       | Vriendschappelijk    | Polen – Litouwen | 2 – 1   |
| 11 | Krakau                  | 6 juni 2016       | Vriendschappelijk    | Polen – Litouwen | 0 – 0   |
| 12 | Warschau                | 12 juni 2018      | Vriendschappelijk    | Polen − Litouwen | 4 − 0   |
| 13 | Warschau                | 21 maart 2025     | WK 2026 kwalificatie | Polen − Litouwen | 1 – 0   |
| 14 | Kaunas                  | 12 oktober 2025   | WK 2026 kwalificatie | Litouwen − Polen |         |

## Samenvatting
| Competitie        | Totaal gespeeld | Winst Litouwen | Gelijk | Winst Polen | Doelsaldo Litouwen – Polen |
| ----------------- | --------------- | -------------- | ------ | ----------- | -------------------------- |
| WK-kwalificatie   | 1               | 0              | 0      | 1           | 0 − 1                      |
| Vriendschappelijk | 12              | 2              | 4      | 6           | 8 − 19                     |
| Totaal            | 13              | 2              | 4      | 7           | 8 − 20                     |

## Details

### Vierde ontmoeting
| Vriendschappelijk (Ayia Napa, Cyprus, 14 februari 1997): |       |       |
| Litouwen                                                 | 0 – 0 | Polen |
|                                                          | goals |       |

### Negende ontmoeting
| Vriendschappelijk (Kaunas, Litouwen, 25 maart 2011): |       |       |
| Litouwen                                             | 2 – 0 | Polen |
| Saulius Mikoliūnas 18' Edgaras Česnauskis 29'        | goals |       |

### Tiende ontmoeting
| Vriendschappelijk (Gdańsk, Polen, 6 juni 2014): |       |                   |
| Polen                                           | 2 – 1 | Litouwen          |
| Arkadiusz Milik 59' Robert Lewandowski 79'      | goals | 44' Lukas Spalvis |

### Elfde ontmoeting
| Vriendschappelijk (Krakau, Polen, 6 juni 2016): |              | |
| Polen | 0 – 0        | Litouwen |
| | goals        | |
| Adam Nawałka | bondscoach   | Edgaras Jankauskas |
| Łukasz Fabiański 46' Jakub Wawrzyniak Thiago Cionek Kamil Glik 46' Bartosz Kapustka Krzysztof Mączyński 46' Jakub Błaszczykowski 74' Filip Starzyński Grzegorz Krychowiak 85' Kamil Grosicki 77' Arkadiusz Milik | opstellingen | Emilijus Zubas Georgas Freidgeimas Egidijus Vaitkūnas Edvinas Girdvainis 60' Rolandas Baravykas 46' Mantas Kuklys 90' Artūras Žulpa 69' Vykintas Slivka 50' Fiodor Černych Lukas Spalvis Arvydas Novikovas |
| Artur Boruc 46' Tomasz Jodłowiec 46' Bartosz Salamon 46' Artur Jędrzejczyk 74' Sławomir Peszko 77' Piotr Zieliński 85'                                                                                           | wissels      | 46' Simonas Paulius 50' Nerijus Valskis 60' Vaidas Slavickas 69' Dovydas Norvilas 90' Donatas Kazlauskas                                                                                                   |
| Grzegorz Krychowiak 79' | gele kaarten | 2' Rolandas Baravykas 61' Georgas Freidgeimas 79' Dovydas Norvilas 83' Egidijus Vaitkūnas |
| - Laatste oefenwedstrijd van Polen voor de start van het Europees kampioenschap voetbal 2016 in Frankrijk. |              | |

LFF · A-internationals · Bondscoaches · Statistieken · Litouws vrouwenelftal · Olympisch elftal · Litouwen U21 · Litouwen U20 · Litouwen U19 · Litouwen U18 · Litouwen U17 · Litouwen U16
1923 – 1929 ·
1930 – 1939 ·
1940 – 1949 ·
1950 – 1989 · 
1990 – 1999 ·
2000 – 2009 ·
2010 – 2019 ·
2020 − 2029
1923 · 
1924 · 
1925 · 
1926 · 
1927 · 
1928 · 
1929 · 
1930 · 
1931 · 
1932 · 
1933 · 
1934 · 
1935 · 
1936 · 
1937 · 
1938 · 
1939 · 
1940 · 
1941–1944 · 
1945 · 
1946 · 
1947 · 
1948 · 
1949 · 
1950–1955 · 
1956 · 
1957–1978 · 
1979 · 
1980–1989 · 
1990 · 
1991 · 
1992 · 
1993 · 
1994 · 
1995 · 
1996 · 
1997 · 
1998 · 
1999 · 
2000 · 
2001 · 
2002 · 
2003 · 
2004 · 
2005 · 
2006 · 
2007 · 
2008 · 
2009 · 
2010 · 
2011 · 
2012 · 
2013 · 
2014 · 
2015 · 
2016 · 
2017 ·
2018 ·
2019 ·
2020 ·
2021
Albanië ·
Andorra ·
Argentinië ·
Armenië ·
Azerbeidzjan ·
België ·
Bosnië en Herzegovina ·
Brazilië ·
Bulgarije ·
Chili ·
Cyprus ·
Denemarken ·
Duitsland ·
Egypte ·
Engeland ·
Estland ·
Faeröer ·
Finland ·
Frankrijk ·
Georgië ·
Gibraltar ·
Griekenland ·
Hongarije ·
Ierland ·
IJsland ·
Indonesië ·
Iran ·
Israël ·
Italië ·
Joegoslavië ·
Jordanië ·
Kazachstan ·
Koeweit ·
Kosovo ·
Kroatië ·
Letland ·
Liechtenstein ·
Luxemburg ·
Mali ·
Malta ·
Moldavië ·
Montenegro ·
Nieuw-Zeeland ·
Noord-Ierland ·
Noord-Macedonië ·
Noorwegen ·
Oekraïne ·
Oostenrijk ·
Polen ·
Portugal ·
Roemenië ·
Rusland ·
San Marino ·
Saoedi-Arabië ·
Schotland ·
Servië ·
Servië en Montenegro ·
Slovenië ·
Slowakije ·
Spanje ·
Tsjechië ·
Turkije ·
Turkmenistan ·
Verenigde Arabische Emiraten ·
Wit-Rusland ·
Zweden ·
Zwitserland
Poolse voetbalbond · A-internationals · Selecties · Statistieken · Pools vrouwenelftal · Olympisch elftal · Polen U21 · Polen U20 · Polen U19 · Polen U18 · Polen U17 · Polen U16
1921 – 1929 ·
1930 – 1939 ·
1940 – 1949 ·
1950 – 1959 ·
1960 – 1969 ·
1970 – 1979 ·
1980 – 1989 ·
1990 – 1999 ·
2000 – 2009 ·
2010 – 2019 ·
2020 – 2029
EK 2008 · 
EK 2012 · 
EK 2016 · 
EK 2020
WK 1938 ·
WK 1974 ·
WK 1978 ·
WK 1982 ·
WK 1986 ·
WK 2002 ·
WK 2006 ·
WK 2018
OS 1924 ·
OS 1936 ·
OS 1972 ·
OS 1976 ·
OS 1992
1921 · 
1922 · 
1923 · 
1924 · 
1925 · 
1926 · 
1927 · 
1928 · 
1929 · 
1930 · 
1931 · 
1932 · 
1933 · 
1934 · 
1935 · 
1936 · 
1937 · 
1938 · 
1939 · 
1940–1946 · 
1947 · 
1948 · 
1949 · 
1950 · 
1951 · 
1952 · 
1953 · 
1954 · 
1955 · 
1956 · 
1957 · 
1958 · 
1959 · 
1960 · 
1961 · 
1962 · 
1963 · 
1964 · 
1965 · 
1966 · 
1967 · 
1968 · 
1969 · 
1970 · 
1971 · 
1972 · 
1973 · 
1974 · 
1975 · 
1976 · 
1977 · 
1978 · 
1979 · 
1980 · 
1981 · 
1982 · 
1983 · 
1984 · 
1985 · 
1986 · 
1987 · 
1988 · 
1989 · 
1990 · 
1991 · 
1992 · 
1993 · 
1994 · 
1995 · 
1996 · 
1997 · 
1998 · 
1999 · 
2000 · 
2001 · 
2002 · 
2003 · 
2004 · 
2005 · 
2006 · 
2007 · 
2008 · 
2009 · 
2010 · 
2011 · 
2012 · 
2013 · 
2014 ·
2015 ·
2016 ·
2017 ·
2018 ·
2019 ·
2020 ·
2021
Albanië ·
Algerije ·
Andorra ·
Argentinië ·
Armenië ·
Australië ·
Azerbeidzjan ·
België ·
Bolivia ·
Bosnië en Herzegovina ·
Brazilië ·
Bulgarije ·
Canada ·
Chili ·
China ·
Colombia ·
Costa Rica ·
Cyprus ·
DDR ·
Denemarken ·
Duitsland ·
Ecuador ·
Egypte ·
Engeland ·
Estland ·
Faeröer · 
Finland ·
Frankrijk ·
Georgië ·
Gibraltar ·
Griekenland ·
Guatemala ·
Haïti ·
Hongarije ·
Ierland ·
India ·
Irak ·
Iran ·
Israël ·
Italië ·
Ivoorkust ·
IJsland ·
Japan ·
Joegoslavië ·
Kameroen ·
Kazachstan ·
Koeweit ·
Kroatië ·
Letland ·
Libië ·
Liechtenstein ·
Litouwen ·
Luxemburg ·
Marokko ·
Malta ·
Mexico ·
Moldavië ·
Montenegro ·
Nederland ·
Nieuw-Zeeland ·
Nigeria ·
Noord-Ierland ·
Noord-Korea ·
Noord-Macedonië ·
Noorwegen ·
Oekraïne ·
Oostenrijk ·
Peru ·
Portugal ·
Roemenië ·
Rusland ·
San Marino ·
Saoedi-Arabië · 
Schotland ·
Senegal ·
Servië ·
Servië en Montenegro · 
Singapore ·
Slovenië ·
Slowakije ·
Sovjet-Unie ·
Spanje ·
Thailand · 
Tsjechië ·
Tsjecho-Slowakije ·
Tunesië ·
Turkije ·
Uruguay ·
Verenigde Arabische Emiraten ·
Verenigde Staten ·
Wales ·
Wit-Rusland ·
Zuid-Afrika ·
Zuid-Korea ·
Zweden ·
Zwitserland
België (1982) ·
Colombia (2018) ·
Costa Rica (2006) ·
Duitsland (2006) ·
Duitsland (2008) ·
Duitsland (2016) ·
Ecuador (2006) ·
Frankrijk (1982) ·
Frankrijk (2022) ·
Griekenland (2012) ·
Italië (1982, 1) ·
Italië (1982, 2) ·
Japan (2018) ·
Kameroen (1982) ·
Kroatië (2008) ·
Noord-Ierland (2016) ·
Oostenrijk (2008) ·
Peru (1982) ·
Rusland (2012) ·
Senegal (2018) ·
Slowakije (2021) ·
Sovjet-Unie (1982) ·
Spanje (2021) ·
Tsjechië (2012) ·
Zweden (2021)